# Pyrenaria hirta
Pyrenaria hirta är en tvåhjärtbladig växtart som först beskrevs av Hand.-mazz., och fick sitt nu gällande namn av Hsüan Keng. Pyrenaria hirta ingår i släktet Pyrenaria och familjen Theaceae. Utöver nominatformen finns också underarten P. h. cordatula.